# Ingeniería de mantenimiento

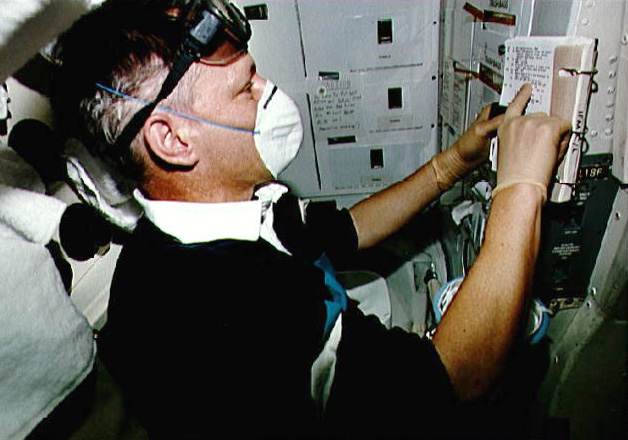
Verificación de los procedimientos de mantenimiento del transbordador espacial Atlantis.

La ingeniería de mantenimiento es una rama de la ingeniería que se enfoca en la optimización de equipos, procedimientos y presupuestos para lograr una mejor mantenibilidad, fiabilidad de sistemas y disponibilidad de los equipos. También permite definir estrategias de control y mejorar los procesos dentro de la empresa de forma complementaria o independiente.
Se define habitualmente mantenimiento como el conjunto de técnicas destinado a conservar equipos e instalaciones industriales en servicio durante el mayor tiempo posible (buscando la más alta disponibilidad) y con el máximo rendimiento. La ingeniería de mantenimiento es cada vez más importante debido a la creciente demanda de equipos, sistemas, maquinarias e infraestructura. Desde la revolución industrial muchos dispositivos, equipos, maquinaria y estructuras se han vuelto más complejos, por lo que se necesita más personal y equipos tecnológicos necesarios para llevar a cabo las tareas propias del mantenimiento.

## Historia
A lo largo del proceso industrial vivido desde finales del siglo XIX, la función mantenimiento ha pasado diferentes etapas. En los inicios de la revolución industrial, los propios operarios se encargaban de las reparaciones de los equipos. Cuando las máquinas se fueron haciendo más complejas y la dedicación a tareas de reparación aumentaba, empezaron a crearse los primeros departamentos de mantenimiento, con una actividad diferenciada de los operarios de producción. Las tareas en estas dos épocas eran básicamente correctivas, dedicando todo su esfuerzo a solucionar las fallas que se producían en los equipos. A partir de la Primera Guerra Mundial, de la Segunda y sobre todo tras atravesar una grave crisis energética en 1973, empieza a concebirse el concepto de fiabilidad. La aviación y la industria automovilística lideran esta nueva corriente. Se desarrollan nuevos métodos de trabajo que hacen avanzar las técnicas de mantenimiento en varias vertientes:
- En la robustez del diseño, a prueba de fallos y que minimice las actuaciones de mantenimiento.[3]
- En el mantenimiento por condición, como alternativa al mantenimiento sistemático. Aparece el mantenimiento predictivo.[3]
- En el análisis de fallos, tanto los que han ocurrido como los que tienen una probabilidad tangible de ocurrir (fallos potenciales). Se desarrolla en mantenimiento basado en Fiabilidad o RCM. El RCM como estilo de gestión de mantenimiento, se basa en el estudio de los equipos, en análisis de los modos de fallo y en la aplicación de técnicas estadísticas y tecnología de detección. Se podría afirmar que RCM es una filosofía de mantenimiento básicamente tecnológica.[3]
- En el uso de la informática para el manejo de todos los datos que se manejan ahora en mantenimiento: órdenes de trabajo, gestión de las actividades preventivas, gestión de materiales, control de costes, etc. Se busca tratar todos estos datos y convertirlos en información útil para la toma de decisiones. Aparece el concepto de GMAO (Gestión del Mantenimiento Asistido por Ordenador), también denominado GMAC (Gestión del Mantenimiento Asistido por Computadora) o CMMS (Computerised Management Maintenance System).[3]
- En la implicación de toda la organización en el mantenimiento de las instalaciones. Aparece el concepto de TPM, o Mantenimiento Productivo Total, en el que algunas de las tareas normalmente realizadas por el personal de mantenimiento son ahora realizadas por operarios de producción. Esas tareas transferidas son trabajos de limpieza, lubricación, ajustes, reaprietes de tornillos y pequeñas reparaciones. Se pretende conseguir con ello que el operario de producción se implique más en el cuidado de la máquina, siendo el objetivo último de TPM conseguir cero averías. Como filosofía de mantenimiento, TPM se basa en la formación, motivación e implicación del equipo humano, en lugar de la tecnología.[3]

## Áreas de actividad y aplicaciones
La ingeniería de mantenimiento es fundamental dentro de las actividades de manufactura y desarrollo de productos, así como también, en la gestión de las operaciones, disponibilidad y la seguridad. El mantenimiento está relacionado con todo el proceso operacional, los procedimientos y la planificación que permiten una óptima accesibilidad con relación a todos los dispositivos, equipos y elementos propios en una planta de producción. Se emplea en diversidad de sectores industriales como la producción o el tratamiento de materiales como el acero o los semiconductores, en el sector de hidrocarburos como el petróleo y el gas y en otros como la automoción.
Existen otros campos asociados con la ingeniería de mantenimiento y que cada vez cuentan con una estrecha relación, entre ellos, el e-maintenance (mantenimiento emergente), medición del rendimiento, diseño para el mantenimiento, herramientas de ecodiseño como base para la sostenibilidad en el mantenimiento de los operadores, y otros como las denominadas políticas de mantenimiento y cronogramas. En el campo tecnológico también es común la aplicación de la ingeniería de mantenimiento, partiendo de herramientas que sirven como base para el aprendizaje, conocimiento y el análisis de fallos por parte de operadores.

## Descripción del ingeniero de mantenimiento
Un ingeniero de mantenimiento debe poseer conocimientos significativos de estadística, probabilidad y logística, así como de los fundamentos del funcionamiento de los equipos y la maquinaria de su responsabilidad. Además, debe poseer excelentes habilidades interpersonales, de comunicación y de gestión, así como la capacidad de tomar decisiones con rapidez.
Las responsabilidades típicas incluyen garantizar la optimización de la estructura de la organización de mantenimiento, análisis de fallos repetitivos de los equipos, estimación de los costes de mantenimiento y evaluación de alternativas, previsión de repuestos, evaluar las necesidades de reemplazo de equipos y establecer programas de reemplazo cuando corresponda, aplicar los principios de programación y gestión de proyectos a los programas de reemplazo, evaluar las herramientas y habilidades de mantenimiento necesarias para un mantenimiento eficiente de los equipos, evaluar las habilidades necesarias para el personal de mantenimiento, revisar las transferencias de personal hacia y desde las organizaciones de mantenimiento y evaluar e informar sobre los riesgos de seguridad asociados con el mantenimiento de los equipos.